# Groupe républicain populaire (chambre haute)
Pour les articles homonymes, voir Groupe républicain populaire.
Le groupe républicain populaire  est un ancien rassemblement parlementaire français ayant existé dans les chambres hautes du Parlement entre 1946 et 1968.
Initialement fondé comme groupe du Mouvement républicain populaire (MRP) au Conseil de la République en 1946, il est constitué à nouveau au Sénat de façon provisoire en 1958, puis définitivement en 1959 avec la dénomination de groupe des républicains populaires (RP). À la suite du renouvellement partiel de la chambre en 1965, il est renommé groupe des républicains populaires et du centre démocratique (RPCD), mais disparaît au triennat suivant, en 1968.

## Historique

### Conseil de la République
Le groupe du Mouvement républicain populaire (MRP) est officiellement fondé au Conseil de la République le 26 décembre 1946 par 73 conseillers de la République (70 membres pleins et 3 apparentés). Renouvelé et fort de 18 membres au 23 novembre 1948, il est constitué à nouveau le 4 juin 1952 par 24 sénateurs, et, le 6 juillet 1955, par 21 membres du Conseil. Le groupe du centre républicain (3 membres) se rattache administrativement au groupe du MRP aux renouvellements de 1952 et 1955,,,.

### Sénat
À la formation provisoire du Sénat, un nouveau groupe du Mouvement républicain populaire (MRP) est créé le 10 décembre 1958 par 22 sénateurs. Prenant l’appellation de groupe des républicains populaires (RP), il compte 27 membres au 30 avril 1959 et 28 au 3 octobre 1962. Avec 38 sénateurs, il est à nouveau constitué le 4 octobre 1965 en tant que groupe des républicains populaires et du centre démocratique (RPCD). La formation du centre démocratique est rattachée administrativement au groupe à la suite des renouvellements de 1959 et 1962. Le groupe républicain populaire disparaît à la suite du renouvellement triennal du Sénat de 1968,,,,.

## Organisation

### Présidence
| Président            | Triennat  | Mandat                                     | Autre fonction exercée simultanément |
| -------------------- | --------- | ------------------------------------------ | --- |
| Charles Bosson       | 1946-1948 | Janvier 1947 — 15 novembre 1948            | Conseiller de la République (1946-1948), élu dans la Haute-Savoie |
| Ernest Pezet         | 1948-1952 | Novembre ou décembre 1948 — 2 juin 1952    | Conseiller de la République (1948), puis, sénateur (1948-1959), élu par l’Assemblée nationale pour représenter les Français à l’étranger                                                                                 |
| Maurice Walker       | 1952-1955 | 4 juin 1952 — 25 février 1954              | Conseiller général du Nord, élu dans le canton de Lille-Centre (à partir de 1945) Conseiller de la République (1946-1948), puis, sénateur (1948-1958), élu dans le Nord Conseiller municipal de Lille (à partir de 1953) |
| Alain Poher,         | 1952-1955 | 25 février 1954 — 4 juillet 1955           | Maire d’Ablon-sur-Seine (1945-1983) Sénateur (1952-1995), élu en Seine-et-Oise, puis, dans le Val-de-Marne Membre de l’Assemblée commune (1952-1958) Secrétaire d’État aux Forces armées de la Marine (1957-1958)        |
| Alain Poher,         | 1955-1958 | 6 juillet 1955 — Novembre ou décembre 1957 | Maire d’Ablon-sur-Seine (1945-1983) Sénateur (1952-1995), élu en Seine-et-Oise, puis, dans le Val-de-Marne Membre de l’Assemblée commune (1952-1958) Secrétaire d’État aux Forces armées de la Marine (1957-1958)        |
| Jacques de Menditte, | 1955-1958 | Novembre ou décembre 1957 — 3 octobre 1958 | Conseiller de la République (1946-1948), puis, sénateur (1948-1959), élu dans les Basses-Pyrénées Maire de Menditte (1947-1965)                                                                                          |
| Jacques de Menditte, | 1958-1959 | 10 décembre 1958 — 27 avril 1959           | Conseiller de la République (1946-1948), puis, sénateur (1948-1959), élu dans les Basses-Pyrénées Maire de Menditte (1947-1965)                                                                                          |
| Alain Poher          | 1959-1962 | 30 avril 1959 — décembre 1960              | Maire d’Ablon-sur-Seine (1945-1983) Sénateur (1952-1995), élu en Seine-et-Oise, puis, dans le Val-de-Marne Membre de l’Assemblée parlementaire des Communautés européennes (1958-1977)                                   |
| Jean Lecanuet,       | 1959-1962 | Décembre 1960 — 1er octobre 1962           | Conseiller municipal de Rouen (1953-1993) Conseiller général de la Seine-Maritime (1958-1993), élu dans le canton de Rouen-2 Sénateur (1959-1973), élu dans la Seine-Maritime                                            |
| Jean Lecanuet,       | 1962-1965 | 3 octobre 1962 — 1er octobre 1965          | Conseiller municipal de Rouen (1953-1993) Conseiller général de la Seine-Maritime (1958-1993), élu dans le canton de Rouen-2 Sénateur (1959-1973), élu dans la Seine-Maritime                                            |
| André Colin          | 1965-1968 | 4 octobre 1965 — 1er octobre 1968          | Conseiller général du Finistère (1951-1978), élu dans le canton de Ouessant Sénateur (1959-1978), élu dans le Finistère Président du conseil général du Finistère (1964-1978)                                            |

### Affiliations au groupe

#### Adhésions partisanes personnelles
Initialement, les adhésions partisanes personnelles font l’objet d’une publication au Journal officiel au sens d’une motion adoptée par le Conseil de la République le 24 décembre 1946 qui permet d’établir une commission du règlement proportionnellement au poids politique de chaque groupe de la chambre. Elles sont ensuite publiées d’après l’article 16 du règlement en 1948, puis, l’article 9 en 1952 et 1955.
À la réunion constitutive du Sénat le 9 décembre 1958, une motion presse les présidents de groupes politiques à faire parvenir la liste de leurs membres et leur déclaration politique à la présidence. Relevant de l’article 5 du règlement provisoire lors du renouvellement de 1959, la publication des adhésions partisanes personnelles relèvent des articles 5 et 6 du règlement à partir de 1962.

#### Adhésions partisanes d’autres groupes
Comme les adhésions partisanes personnelles, celles d’autres groupes politiques relèvent de l’article 16 du règlement du Conseil de la République. Elles font également l’objet d’une publication au Journal officiel. À partir de 1959, elles relèvent de l’article 6 du règlement provisoire, et, en 1962 du même article du règlement définitif.
| Date             | Type d’adhésion            | Intitulé de groupe               | Intitulé de groupe | Composition du groupe | Composition du groupe | Composition du groupe |
| Date             | Type d’adhésion            | Dénomination                     | Abréviation        | Membres               | Apparentés            | Rattachés             |
| ---------------- | -------------------------- | -------------------------------- | ------------------ | --------------------- | --------------------- | --------------------- |
| 4 juin 1952      | Rattachement administratif | Groupe du centre républicain     | CR                 | 3                     | 0                     | 0                     |
| 7 juillet 1955   | Rattachement administratif | Groupe du centre républicain     | CR                 | 3                     | 0                     | 0                     |
| 10 décembre 1958 | Rattachement administratif | Groupe du centre républicain     | CR                 | 3                     | 0                     | 0                     |
| 30 avril 1959    | Rattachement administratif | Formation du centre démocratique | CD                 | 7                     | 0                     | 0                     |
| 3 octobre 1962   | Rattachement administratif | Formation du centre démocratique | CD                 | 6                     | 0                     | 0                     |

## Chronologie

### Évolution du groupe au Conseil de la République
| Triennat  | Création         | Intitulé de groupe                        | Intitulé de groupe | Composition | Composition | Composition | Position | Position |
| Triennat  | Création         | Dénomination                              | Abréviation        | Membres     | Apparentés  | Rattachés   | Poids    | Rang     |
| --------- | ---------------- | ----------------------------------------- | ------------------ | ----------- | ----------- | ----------- | -------- | -------- |
| 1946-1948 | 26 décembre 1946 | Groupe du Mouvement républicain populaire | MRP                | 70          | 3           | 0           | 73 / 260 | 2e       |
| 1948-1952 | 23 novembre 1948 | Groupe du Mouvement républicain populaire | MRP                | 18          | 0           | 0           | 18 / 281 | 5e       |
| 1952-1955 | 4 juin 1952      | Groupe du Mouvement républicain populaire | MRP                | 24          | 0           | 0           | 24 / 315 | 5e       |
| 1955-1958 | 6 juillet 1955   | Groupe du Mouvement républicain populaire | MRP                | 21          | 0           | 0           | 21 / 326 | 6e       |

### Évolution du groupe au Sénat
| Triennat  | Création         | Intitulé de groupe                                           | Intitulé de groupe | Composition | Composition | Composition | Position | Position |
| Triennat  | Création         | Dénomination                                                 | Abréviation        | Membres     | Apparentés  | Rattachés   | Poids    | Rang     |
| --------- | ---------------- | ------------------------------------------------------------ | ------------------ | ----------- | ----------- | ----------- | -------- | -------- |
| 1958-1959 | 10 décembre 1958 | Groupe du Mouvement républicain populaire                    | MRP                | 22          | 0           | 0           | 22 / 285 | 5e       |
| 1959-1962 | 30 avril 1959    | Groupe des républicains populaires                           | RP                 | 27          | 0           | 0           | 27 / 302 | 5e       |
| 1962-1965 | 3 octobre 1962   | Groupe des républicains populaires                           | RP                 | 28          | 0           | 0           | 28 / 272 | 5e       |
| 1965-1968 | 4 octobre 1965   | Groupe des républicains populaires et du centre démocratique | RPCD               | 38          | 0           | 0           | 38 / 274 | 4e       |